# Лима, Сальво
Сальваторе Акилле Этторе Лима (итал. Salvatore Achille Ettore Lima), более известен как Сальво Лима (итал. Salvo Lima; 23 января 1928, Палермо, Сицилия — 12 марта 1992, там же) — итальянский политик.

## Биография
С мая 1958 по январь 1963 года и затем с января 1965 по октябрь 1968 года являлся мэром Палермо, Вито Чанчимино был в городской администрации асессором по общественным работам, оба состояли в Христианско-демократической партии и оба (но в большей степени — Чанчимино) имели возможность влиять на формирование генерального плана развития города. К концу 1960-х Лима примкнул в партии к течению сторонников Андреотти и одновременно стал передаточным звеном между мафией и государством, поддерживая связи с Сальво ди Салеми и мафиозной семьёй Бонтате. Этот период позднее получил известность как «разграбление Палермо» — Сальво Лима и Вито Чанчимино выдали около 4200 лицензий на строительство, из них 3011 — на имя пяти пенсионеров, считавшихся подставными лицами боссов мафии. Получила хождение поговорка, что деятельность Лима и Чанчимино причинила городу больший ущерб, чем англо-американские бомбардировки его исторического центра во время Второй мировой войны.
С 1968 по 1979 год состоял во фракции Христианско-демократической партии Палаты депутатов Италии с 5-го по 7-й созыв.
Младший статс-секретарь Министерства финансов Италии с 30 июня 1972 по 7 июля 1973 года во втором правительстве Андреотти.
Младший статс-секретарь Министерства бюджета и экономического программирования с 28 ноября 1974 по 13 декабря 1976 года в четвёртом правительстве Моро и затем до 29 июля 1976 года — в его пятом правительстве.
Депутат Европарламента с 1984 по 1992 год.
В 1989 году «зелёные» опубликовали досье на Сальво Лима, в котором в числе прочих документов использованы материалы парламентской комиссии по борьбе с мафией, в которых политик обвинялся в наличии связей с организованной преступностью.

## Убийство
12 марта 1992 года Сальво Лима вышел из своего особняка в Палермо вместе со своим другом, профессором Альфредо Ли Векки (Alfredo Li Vecchi), и направился к припаркованному у тротуара Opel Vectra, где их ждал асессор провинциальной администрации Нандо Лиджо (Nando Liggio). Все вместе они собирались отправиться в отель Palace для подготовки партийного мероприятия в честь Андреотти. Лима сел в машину на переднее сиденье рядом с водителем, и автомобиль тронулся с места. В это время к нему приблизился мотоцикл с двумя мужчинами в куртках и закрывающих лицо шлемах; один из преступников стал на ходу стрелять из пистолета в Лиму, но промахнулся. Машина остановилась, Лима выскочил из неё и пробежал около тридцати метров прежде, чем мотоцикл догнал его, и стрелок Франческо Онорато (Francesco Onorato), сменив пистолет, застрелил свою жертву. Впоследствии Онорато дал показания, что получил приказ от босса мафии Тото Риины.

## Образ в культуре
- В фильме «Джованни Фальконе» роль Сальво Лимы сыграл Арнальдо Нинки[итал.] (1993 год)
- В фильме «Изумительный» — Джорджо Коланджели[итал.] (2008 год)
- В фильме «Мафия убивает только летом» — Тото Борджезе (2013 год)